# Caribbean Energy Chamber
Caribbean Energy Chamber (CEC) is een niet-gouvernementele coöperatieve organisatie die zich richt op CO2-neutrale betaalbare energiezekerheid, met betrekking tot de olie- en gassector in het Caribisch gebied. Ze is gevestigd in Trinidad en Tobago en is ook actief in Guyana en Suriname.
De organisatie werd opgericht in februari 2024 en kende bij de oprichting een 23-koppig bestuur onder voorzitterschap van de Trinidadiaanse Melanie Chen. De leden kiezen na afloop van de eerste drie jaar jaarlijks een nieuw bestuur. De oprichting vond plaats te midden van de olievondsten voor de kust van Guyana en Suriname. Tinidad was op dat moment al langer een belangrijk speler in de Caribische energiesector.
De CEC wil een spil zijn in de samenwerking en dialoog tussen de drie energieproducerende Caribische landen. Ze wil bijdragen aan de energietransitie en organiseert frequent bijeenkomsten voor spelers binnen de sector. Ook neemt ze deel aan internationale conferenties, zoals de Suriname Energy, Oil & Gas Summit in Paramaribo en de Caribbean Sustainable Energy Conference in Port of Spain, beide in juni 2024.